# Calliandra surinamensis
Pompon du marin
Espèce
Classification phylogénétique
Calliandra surinamensis, le Pompon du marin, est une espèce de plantes à fleurs de la famille des Fabaceae. C'est un arbuste à feuillage persistant originaire du nord d'Amérique du Sud (Guyane, Suriname).

## Description
Calliandra surinamensis est un arbuste tropical à feuilles persistantes à faible ramification qui porte le nom du Suriname, un pays du nord de l'Amérique du Sud. La plante a généralement plusieurs troncs ramifiés de manière complexe et atteint une hauteur d'environ 5 mètres, bien que de nombreuses sources suggèrent qu'elle n'atteint qu'une hauteur de 3 mètres. Laissé non taillé, il pousse de longues branches minces qui finissent par tomber sur le sol. Les feuilles se ferment et tombent du crépuscule jusqu'au matin quand elles rouvrent à nouveau. Calliandra surinamensis contiendrait des lectines toxiques pour les cellules cancéreuses, bien que des recherches supplémentaires soient nécessaires. Calliandra surinamensis contient trois composés importants: la myrectine qui contient des propriétés antioxydantes et anti-inflammatoires, le lupéol qui contient des propriétés anti-inflammatoires et anti-cancéreuses et l'acide férulique qui contient des propriétés antimicrobiennes.

## Galerie

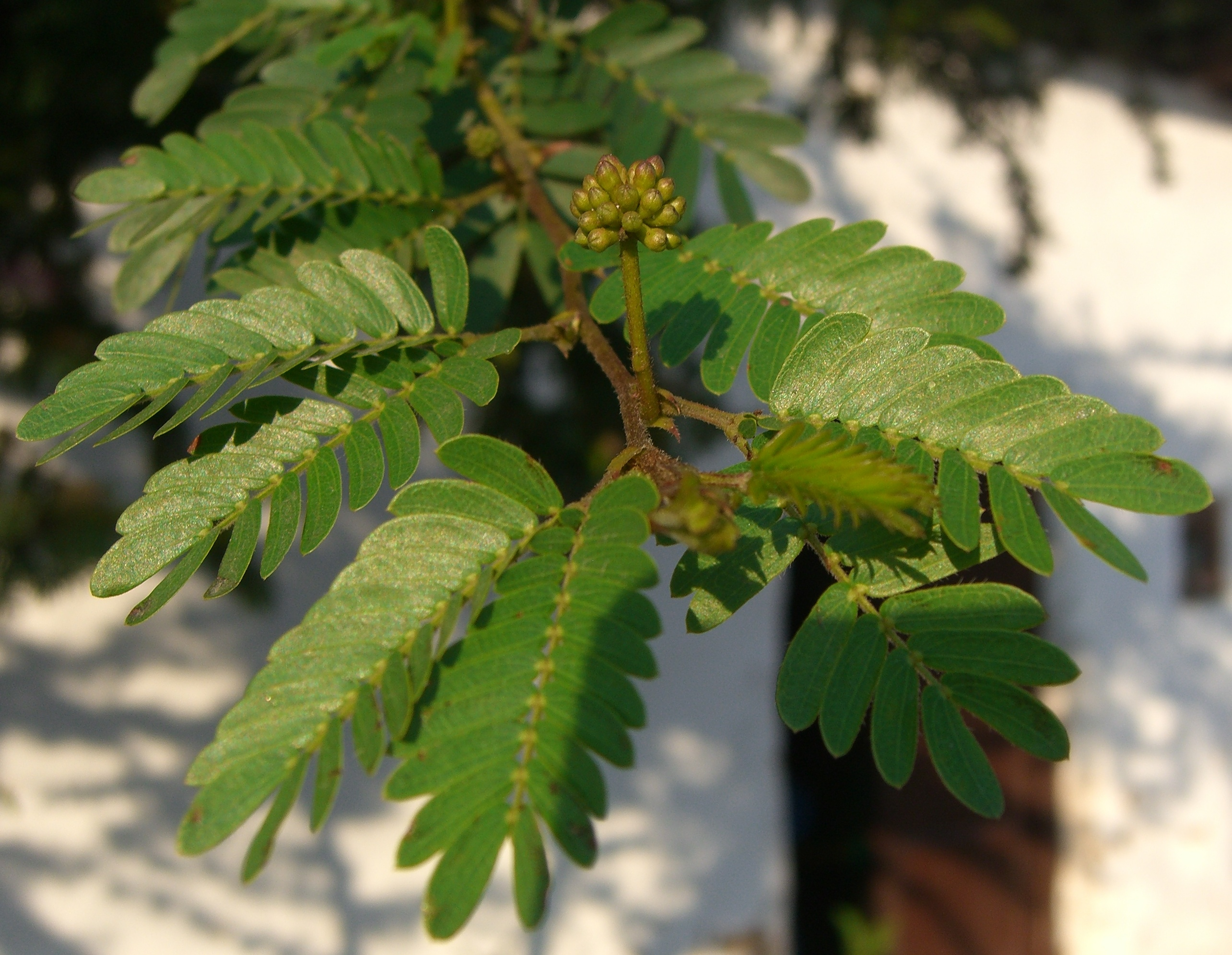
Feuilles.
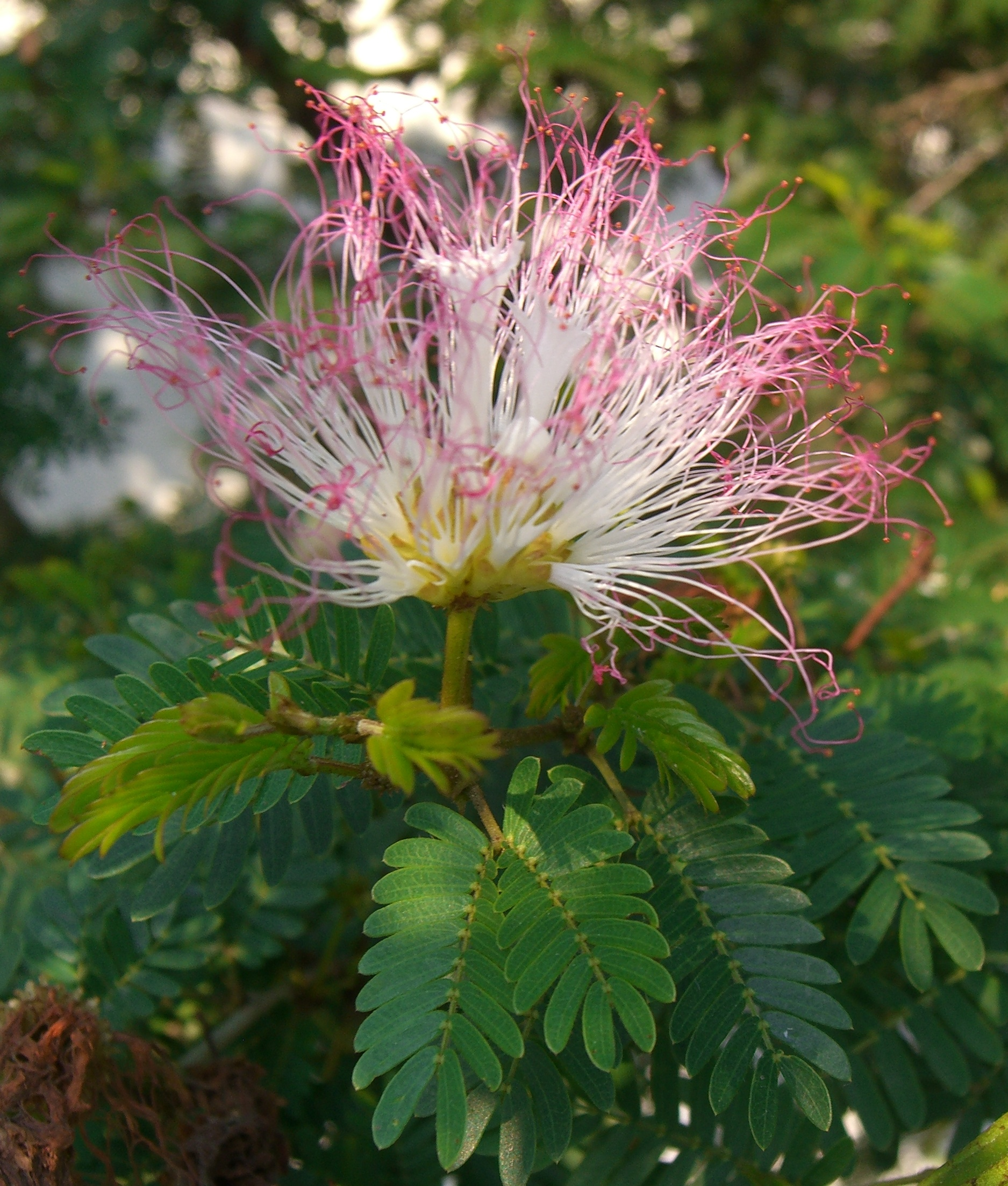
Fleur.
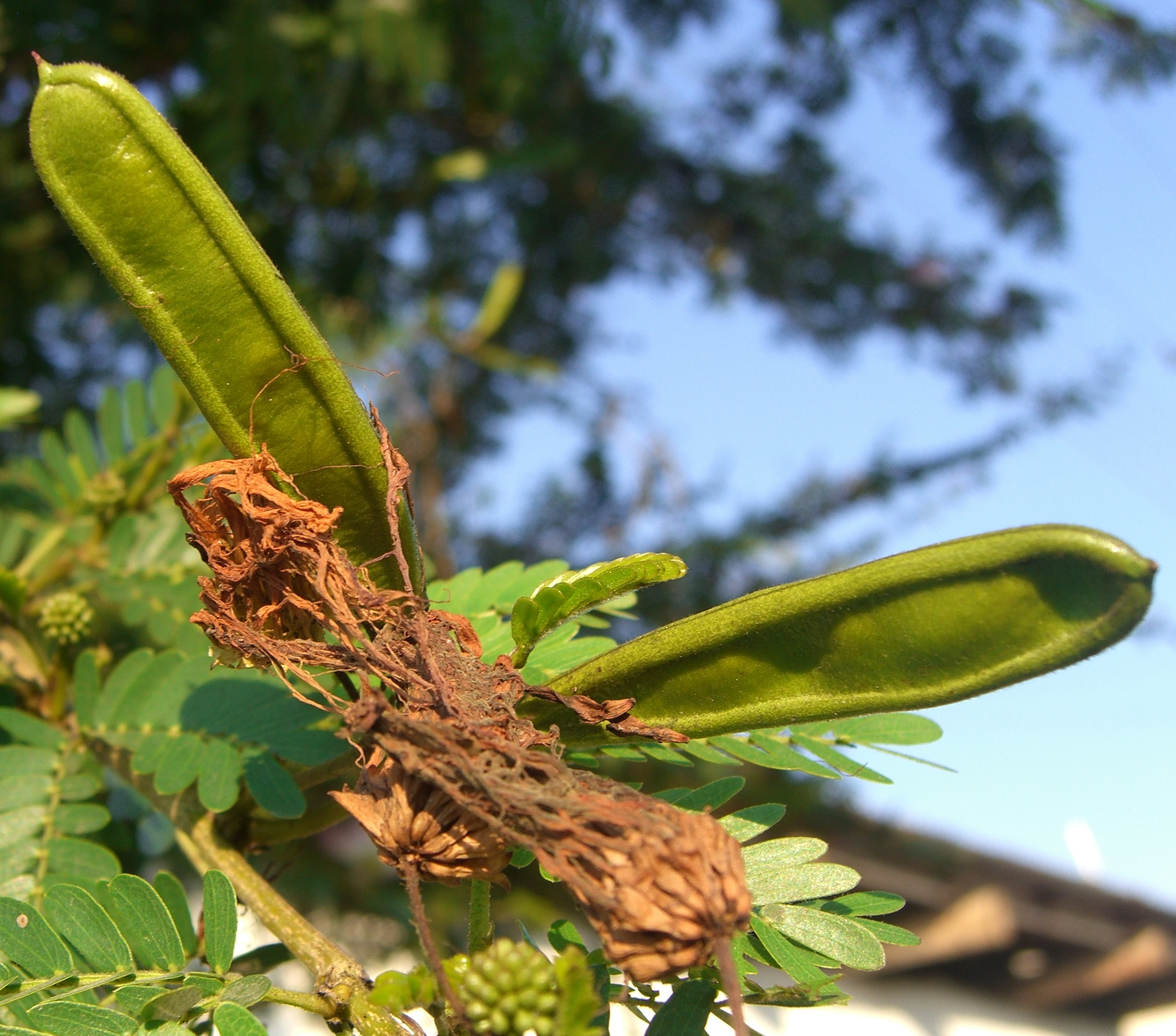
Fruit.